# Callerebia daksha
Callerebia daksha är en fjärilsart som beskrevs av Moore 1874. Callerebia daksha ingår i släktet Callerebia och familjen praktfjärilar. Inga underarter finns listade i Catalogue of Life.

## Bildgalleri

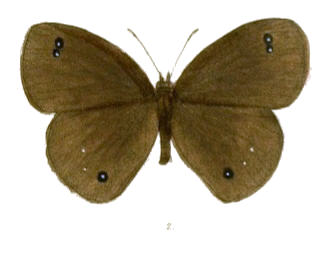
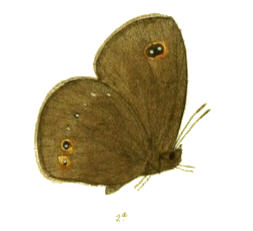